# Dembidolo
Dembidolo este un oraș din Etiopia. Este cunoscut pentru producția de tej.